# باشگاه فوتبال الاهلی شندی
باشگاه فوتبال الاهلی شندی (به عربی: نادي الأهلي شندي‎) یک باشگاه فوتبال مستقر در شندی، سودان است.

## افتخارات

### داخلی
- جام حذفی سودان
  - قهرمان (۱): ۲۰۱۷

## عملکرد در جام کنفدراسیون آفریقا
- جام کنفدراسیون آفریقا: ۹ حضور

۲۰۱۲ – مرحله گروهی (۸ تیم برتر)
۲۰۱۳ – دور دوم
۲۰۱۴ – دور اول
۲۰۱۵ – دور اول
۲۰۱۶ – دور دوم
۲۰۱۷ – دور اول
۲۰۱۸ – دور اول
۲۰۱۸–۱۹ – دور مقدماتی
۲۰۱۹–۲۰ – دور مقدماتی